# 鄭海霞
鄭海霞（ジュン・ハイシャ 1967年3月7日 - ）は中国河南省出身の女子元バスケットボール選手。身長2m04cmの身体を生かして長年バスケットボール女子中華人民共和国代表の主力として活躍した。
1983年の世界選手権で中国代表としてデビュー、1984年にはバスケットボールアジア選手権で優勝、ロサンゼルスオリンピックでは銅メダルを獲得した。1986年には世界選手権で5位、アジア競技大会で優勝した。その後も1988年ソウルオリンピック、1992年バルセロナオリンピック、1996年アトランタオリンピックとオリンピックには4大会連続で出場した。この間バルセロナオリンピックでは銀メダル、アトランタオリンピックでも4位となっている。1997年から2年間WNBAのロサンゼルス・スパークスでプレイした後引退した。1994年の世界選手権ではリバウンドで1位、得点2位、シュート成功率83.5%となり中国には準優勝をもたらし自身はMVPに選ばれている。